# Orimarga (Orimarga) subtartarus
Orimarga (Orimarga) subtartarus is een tweevleugelige uit de familie steltmuggen (Limoniidae). De soort komt voor in het Neotropisch gebied.